# Cultura do Reino Unido
A Cultura do Reino Unido é influenciada pela herança histórica coletiva de suas nações constituintes; sua religiosidade historicamente cristã, sua interação com as culturas do restante da Europa, as tradições de Inglaterra, País de Gales, Escócia e Irlanda e o amplo legado cultural deixado pelo Império Britânico. Embora a cultura britânica seja uma entidade distinta, as culturas individuais de Inglaterra, Escócia, País de Gales e Irlanda do Norte são diversas e têm vários graus de sobreposição e distinção.
A literatura britânica é particularmente apreciada e reverenciada em todo o globo, sendo de forte influência para diversas outras culturas da anglofonia. O romance moderno desenvolveu-se na Grã-Bretanha, e dramaturgos, poetas e autores estão entre suas figuras culturais mais proeminentes. O dramaturgo William Shakespeare é um dos escritores mais famosos do mundo; também muito célebres são as irmãs Brontë (Charlotte,Emily e Anne), Agatha Christie, C.S. Lewis, Jane Austen, Mary Shelley, Arthur C. Clarke, George Orwell, Charles Dickens, H.G. Wells, Sir Arthur Conan Doyle, Geoffrey Chaucer, J. K. Rowling , Douglas Adams e J. R. R. Tolkien. Nos poetas destacam-se Robert Burns, Thomas Hardy, John Milton, Alfred Tennyson, Rudyard Kipling, Dylan Thomas, Percy Bysshe Shelley, Lord Byron, John Keats, William Blake e William Wordsworth. A Grã-Bretanha também fez contribuições notáveis para a música, cinema, artes plásticas, arquitetura e televisão. O Reino Unido - mais precisamente a Inglaterra - é igualmente berço da Igreja da Inglaterra, sua denominação cristã oficial e igreja-mãe da Comunhão Anglicana, a terceira maior denominação cristã do mundo.
A Grã-Bretanha abriga em seu solo diversas das universidades mais antigas do mundo, onde foram alcançadas relevantes contribuições para a filosofia e ciência do mundo ocidental e foram local de formação de inúmeros cientistas e pesquisadores proeminentes. No campo da tecnologia, destaca-se a Revolução Industrial que teve um efeito profundo na realidade socioeconômica e cultural familiar do mundo. Como resultado da influência significativa do Império Britânico ao longo dos séculos XIX e XX, a cultura britânica expandiu-se nas línguas, leis, culturas e instituições de suas antigas colônias, a maioria das quais permanecem como membros da Comunidade das Nações. Um subconjunto desses Estados forma a Anglosfera e estão entre os aliados políticos mais próximos do Reino Unido. As colônias e domínios britânicos influenciaram a cultura britânica por sua vez, particularmente a culinária britânica. O esporte desempenha um importante papel na cultura britânica, e vários esportes se originaram no país, incluindo críquete, futebol e rugby.
Desde o século XVIII, o Reino Unido tem figurado como uma "superpotência cultural" enquanto sua capital, Londres, é vista como uma capital cultural mundial. Em 2013, uma pesquisa de opinião global realizada pela BBC confirmou o Reino Unido como o terceiro país de melhor avaliação no mundo (atrás apenas da Alemanha e do Canadá).

## Linguagem

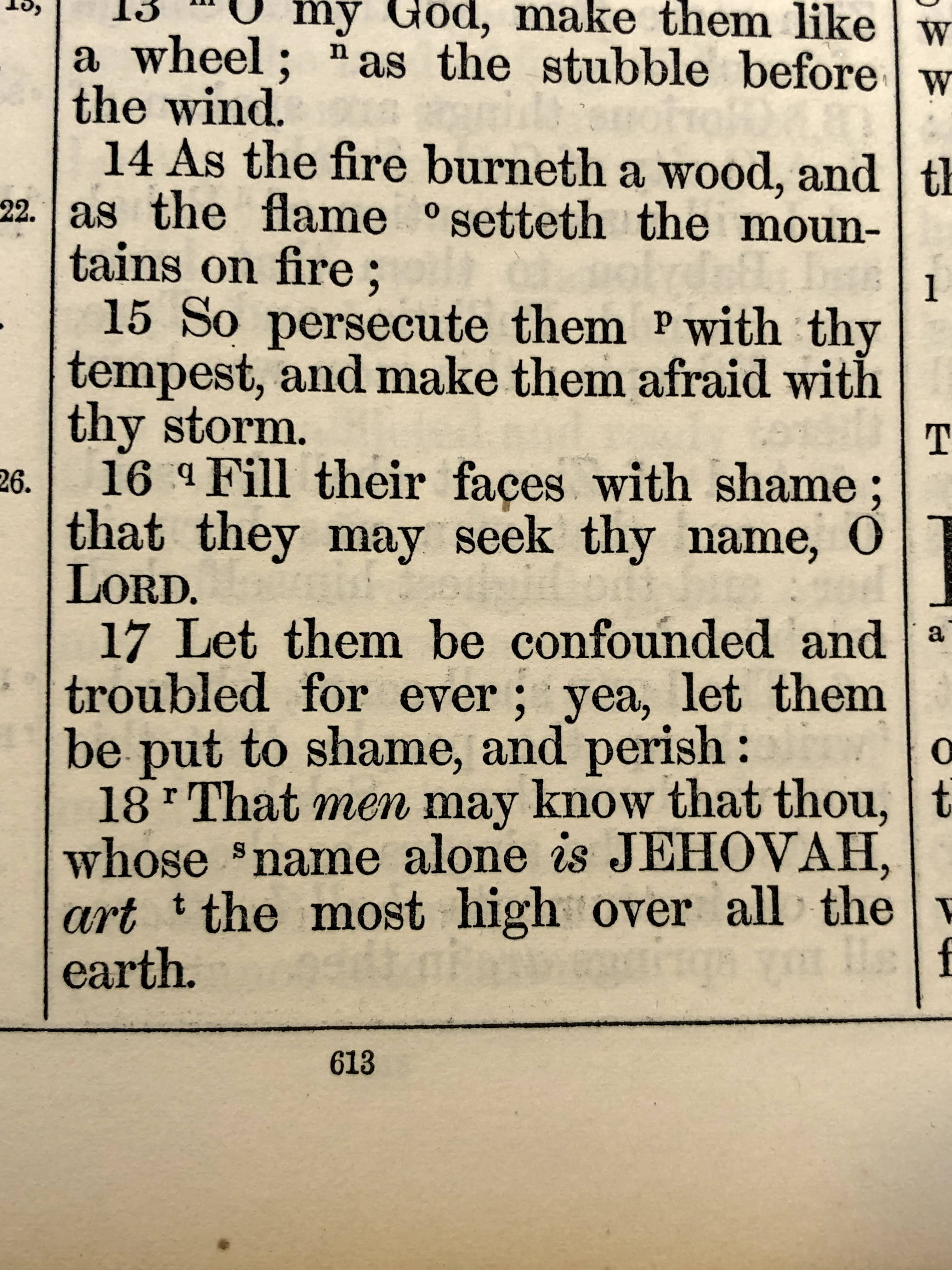
A Bíblia do Rei Jaime simboliza a consolidação do protestantismo durante o reinado de Jaime VI e I. Sua posterior difusão pelas colônias inglesas acarretou na expansão da Anglosfera.

Falada pela primeira vez na Inglaterra anglo-saxã, a língua inglesa é a língua oficial de facto do Reino Unido, sendo falada em monolíngue por cerca de 95% da população britânica. Sete outras línguas são reconhecidas pelo governo britânico através da Carta Europeia das Línguas Regionais ou Minoritárias: galês, gaélico escocês, escocês, córnico, irlandês, escocês de Ulster e a Língua de sinais britânica.
No País de Gales, todos os alunos do ensino público devem ser ensinados por meio do galês ou estudá-lo como uma língua adicional até os 16 anos e o Ato da Língua Galesa de 1993 e o Ato do Governo do País de Gales de 1998 estabelecem que as línguas galesa e inglesa devem ser tratadas igualmente no setor público, na medida do razoável e praticável. Irlandeses e escoceses de Ulster desfrutam de uso limitado ao lado do inglês na Irlanda do Norte, principalmente em traduções encomendadas publicamente. O Ato do da Língua Gaélica, aprovado pelo Parlamento Escocês em 2005, reconhece o gaélico como língua oficial da Escócia e exige a criação de um plano nacional para o gaélico para fornecer orientação estratégica para o desenvolvimento da língua gaélica. O idioma córnico é uma língua revivida que se extinguiu originalmente na Cornualha no final do século XVIII.

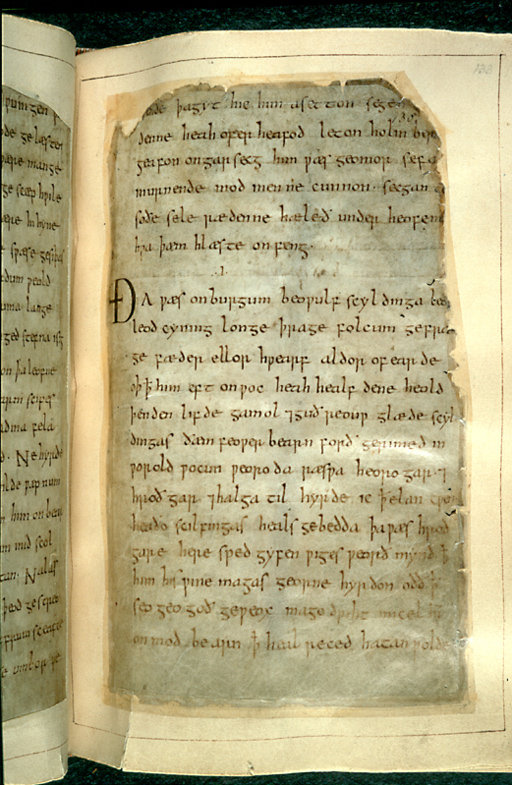
Trecho do poema épico Beowulf em inglês antigo

### Sotaques regionais
Dialetos e sotaques regionais variam muito entre os quatro países do Reino Unido, bem como dentro dos próprios países. Isso é parcialmente o resultado da longa história de imigração para o Reino Unido, por exemplo, os dialetos do norte da Inglaterra contêm muitas palavras com raízes no Nórdico antigo. O inglês escocês, o inglês galês e o hiberno-irlandês são variedades da língua inglesa distintas do inglês comum e das línguas nativas desses países. A pronúncia Received Pronunciation é o sotaque padrão na Inglaterra e no País de Gales, enquanto na Escócia o inglês padrão escocês é considerado um dialeto distinto. Embora esses sotaques tenham um alto prestígio social, desde a década de 1960 uma maior permissividade em relação às variedades regionais do inglês tomou conta da educação.
A grande variedade de sotaques britânicos é frequentemente observada, com regiões próximas muitas vezes tendo dialetos e sotaques altamente distintos, por exemplo, existem grandes diferenças entre os dialetos Scouse e Mancunian, apesar de Liverpool e Manchester distarem apenas 56 quilômetros. O inglês dialetal é frequentemente encontrado na literatura, por exemplo, o romance Wuthering Heights, de Emily Brontë contém o dialeto de Yorkshire.

## Artes

### Literatura
O Reino Unido herdou as tradições literárias da Inglaterra, Escócia e País de Gales. Estas incluem a literatura Arturiana e suas origens galesas, a literatura do inglês antigo com influência nórdica, as obras dos autores ingleses Geoffrey Chaucer e William Shakespeare e obras escocesas como The Brus, de John Barbour.
O período do início do século XVIII da literatura britânica é conhecido como a Era Augusta e incluiu o desenvolvimento do romance. Robinson Crusoe (1719) e Moll Flanders (1722), de Daniel Defoe, são frequentemente vistos como os primeiros romances ingleses, porém o desenvolvimento do romance ocorreu em um contexto literário mais amplo que incluiu o surgimento de sátiras em prosa – que atingiram um ponto alto com a obra As Viagens de Gulliver. Também ligado à Era Augusta está o A Dictionary of the English Language, de Samuel Johnson. Publicado em 1755, era visto como o dicionário britânico proeminente até a conclusão do Oxford English Dictionary 150 anos mais tarde.
O período romântico subsequente mostrou um florescimento da poesia comparável ao da Renascença cerca de dois séculos antes e um renascimento do interesse pela literatura vernácula. Na Escócia, a poesia de Robert Burns reviveu o interesse pela literatura escocesa, e os poetas tecelões de Ulster foram influenciados pela literatura da Escócia. No País de Gales, o final do século XVIII viu o renascimento da tradição Eisteddfod, inspirada por Iolo Morganwg. O período também viu a publicação de A Vindication of the Rights of Woman (1792), de Mary Wollstonecraft, uma das primeiras obras da filosofia feminista.
O final das eras georgiana e vitoriana testemunhou um foco renovado no gênero do romance. Um tema-chave desses romances foi a crítica social. No início do período, Jane Austen satirizou o estilo de vida da nobreza, enquanto os romances posteriores de Charles Dickens costumavam usar humor e observações perspicazes para criticar a pobreza e a estratificação social. As três irmãs Brontë e George Eliot comentaram sobre o norte da Inglaterra e as Midlands, respectivamente, embora todas as quatro mulheres tenham escrito sob pseudônimos masculinos durante suas vidas, em parte para evitar críticas antifeministas. Apesar disso, autoras abertamente femininas alcançaram considerável sucesso no período, como os poemas predominantemente religiosos de Elizabeth Barrett Browning e Christina Rossetti.
Rudyard Kipling exemplifica a influência do Império Britânico na literatura britânica. Seus romances The Jungle Book e The Man Who Would Be King são ambos ambientados na Índia britânica, o poema If- evoca o conceito do "lábio superior rígido", enquanto The White Man's Burden demonstra uma perspectiva imperialista de supremacia branca.

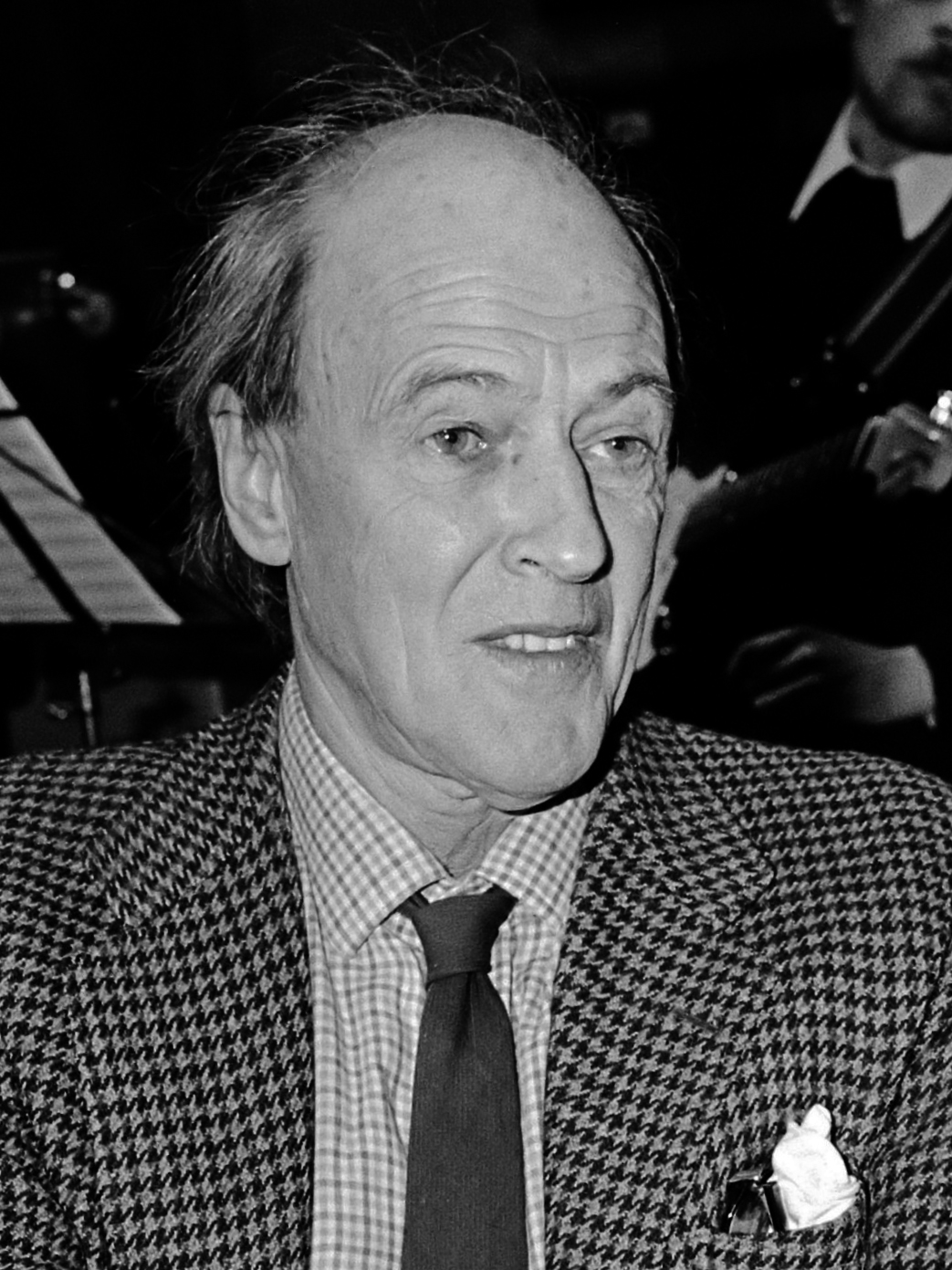
O galês Roald Dahl é frequentemente classificado como o mais destacado autor infantil britânico.

A Primeira Guerra Mundial deu origem a poetas e escritores de guerra britânicos como Wilfred Owen, Siegfried Sassoon e Rupert Brooke, que escreveram (muitas vezes paradoxalmente) sobre suas expectativas de guerra e suas experiências nas trincheiras. Inicialmente idealista e de tom patriótico, à medida que a guerra avançava, o tom do movimento tornou-se cada vez mais sombrio e pacifista. O início do século XX também foi marcado pela Renascença céltica que estimulou uma nova apreciação da literatura tradicional irlandesa, enquanto o renascimento escocês trouxe modernismo à literatura escocesa, bem como um interesse por novas tendências nas literaturas do gaélico escocês e escocês. O romance inglês evoluiu no século XX para uma variedade muito maior e continua sendo hoje um estilo literário inglês dominante.
A cena literária britânica contemporânea é marcada por prêmios como o Booker Prize, criado em 1969, e festivais como o Welsh Hay Festival, realizado desde 1988. O destaque da literatura infantil no Reino Unido foi demonstrado na cerimônia de abertura dos Jogos Olímpicos de Verão de 2012, que possuíam uma sequência dedicada a personagens literários infantis proeminentes. Em 2003, a BBC realizou uma pesquisa intitulada The Big Read, a fim de definir o "romance mais amado da nação", com obras dos romancistas ingleses J. R. R. Tolkien, Jane Austen, Philip Pullman, Douglas Adams e J. K. Rowling. Mais de 75% dos britânicos leem pelo menos um livro anualmente. O Reino Unido também está entre os maiores editores de livros. Em 2017, seis empresas britânicas figuraram entre as maiores editoras de livros do mundo em termos de receita: Bloomsbury, Cambridge University Press, Informa, Oxford University Press, Pearson e RELX Group.

### Música

#### Música erudita

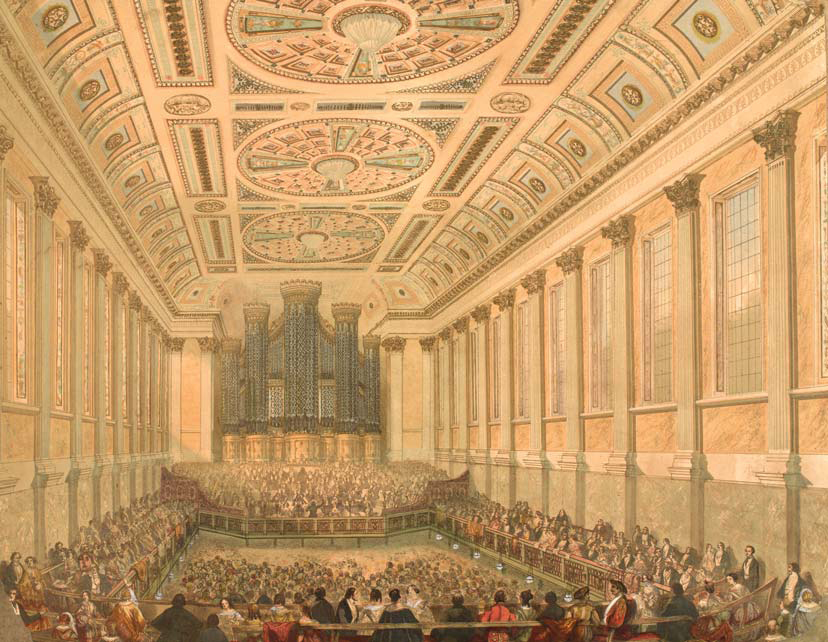
O Festival de Birmingham foi o mais longevo festival de música clássica da história do país, realizado anualmente de 1784 a 1912.

A música barroca britânica foi fortemente influenciada pelas tendências continentais. Isso é exemplificado por George Frideric Handel, um cidadão alemão naturalizado britânico cuja música coral influenciou o gosto britânico pelos dois séculos seguintes. Suas óperas também fizeram com que os britânicos se equiparassem à Itália como centro de efervescência operística. A música clássica atraiu muita atenção dos ingleses a partir de 1784 com a formação do Birmingham Triennial Music Festival, que foi o festival de música clássica mais duradouro do gênero até os últimos concertos em 1912. Além disso, o estabelecimento da Sociedade Filarmônica Real em 1813, Academia Real de Música em 1822 e a Academia Irlandesa de Música em 1848 apoiaram a profissionalização da música clássica britânica e a formação de novos compositores. A Sociedade Filarmônica foi uma forte apoiadora do alemão Felix Mendelssohn, um dos primeiros compositores românticos que também influenciou fortemente a música britânica. Na Irlanda, John Field introduziu o noturno e pode ter sido uma influência para Chopin e Liszt. 

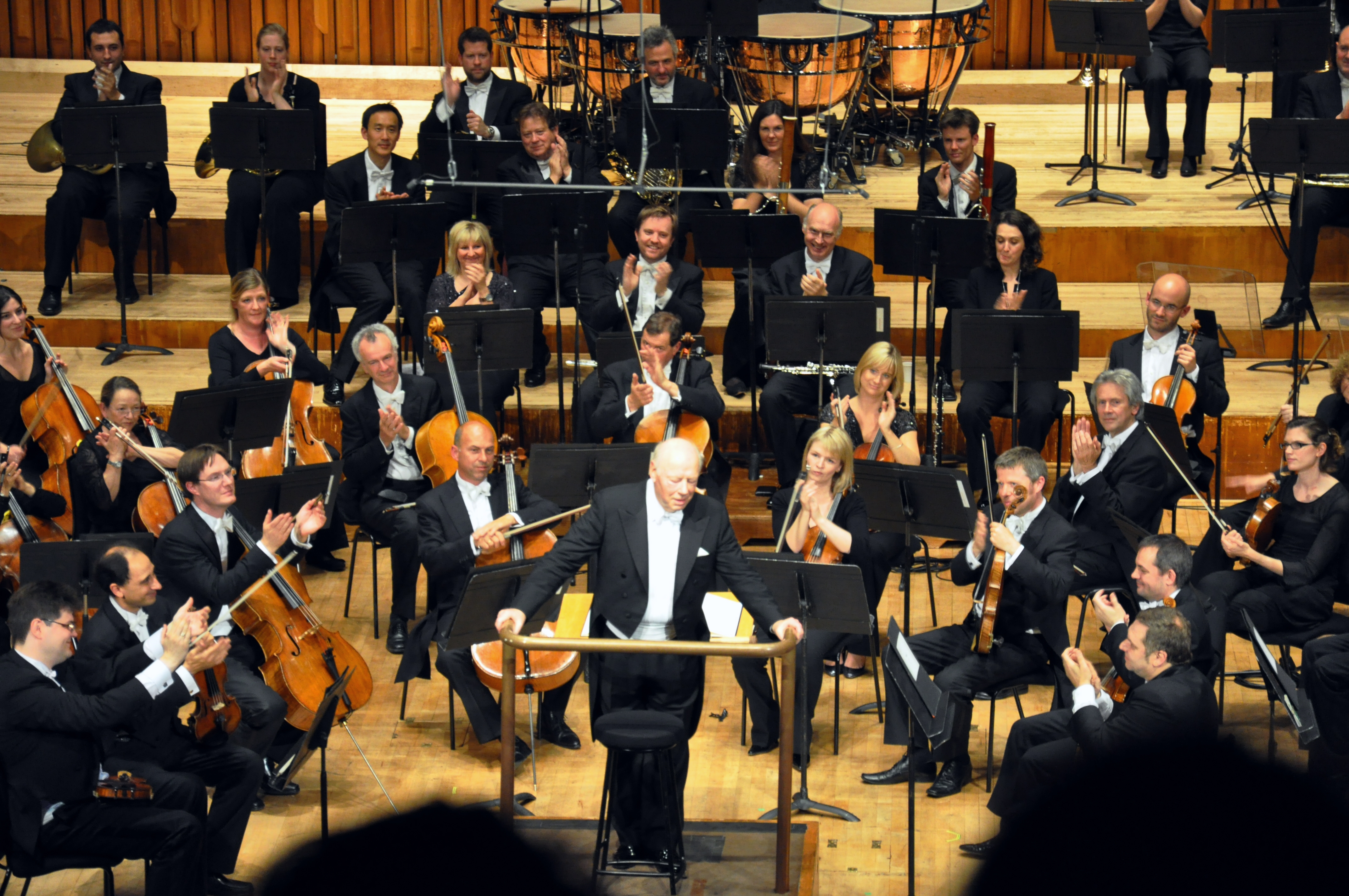
A Orquestra Sinfônica de Londres, fundada em 1904, é constantemente citada dentre as mais proeminentes e influentes do mundo.

Um desenvolvimento notável de meados para o final do século XIX foi o ressurgimento da ópera em língua inglesa e a fundação de várias orquestras proeminentes, incluindo a Orquestra Filarmônica Real de Liverpool em 1840, Orquestra Hallé com sede em Manchester em 1858, a Orquestra Nacional Real Escocesa em 1891 e a Orquestra Sinfônica da Cidade de Birmingham em 1920. A tendência mais notável na música clássica na virada deste século foi a tendência nacionalista que se desenvolveu. Isso foi visto inicialmente em obras como The Masque at Kenilworth, que reconstruiu a tradição de máscaras da Era Elisabetana. Exemplos notáveis desse período são a suíte de canções folclóricas inglesas de Ralph Vaughan Williams e as rapsódias escocesas de Sir Alexander Mackenzie.
A música clássica moderna e contemporânea assume uma variedade de formas. Compositores como Benjamin Britten desenvolveram estilos idiossincráticos e de vanguarda, enquanto William Walton produziu música cerimonial e patriótica mais convencional. Atualmente, o Reino Unido possui várias grandes orquestras, incluindo a Orquestra Sinfônica da BBC e a Orquestra Philharmonia, enquanto o estabelecimento da Opera North em 1977 procurou restabelecer o equilíbrio das instituições operísticas fora de Londres. O país sedia uma variedade de festivais clássicos, como Aldeburgh e Glydebourne, enquanto os BBC Proms são um importante evento anual no calendário da música clássica.
A Grã-Bretanha já foi descrita como uma terra sem música, mas suporta um número razoável de grandes orquestras incluindo a Orquestra Sinfônica da BBC, a Real Orquestra Filarmônica, a Philarmonia, a Orquestra Filarmônica de Londres, e suas diversas faculdades da música ajudaram ensinar muitos músicos notórios. Por causa de sua posição e de outros fatores econômicos Londres é uma das cidades mais importantes para a música, e tem diversos salões de concertos importantes e abriga a Casa de Ópera Real, uma das principais casas de óperas do mundo. A música tradicional britânica foi também influente no exterior.

#### Música popular
A música comercial popular britânica remonta a, pelo menos, o advento da balada no século XVII, e também abrange a música de bandas de metais e o music hall. A música popular no sentido contemporâneo teve origem na década de 1950, quando os estilos norte-americanos de jazz e rock and roll se tornaram populares no país. O renascimento do skiffle foi uma tentativa inicial de criar uma tendência britânica de música estaduniense, mas foi o surgimento do rock and roll britânico no início da década de 1960 que consolidou a indústria fonográfica popular britânica. Gêneros como beat e o blues britânico foram reexportados para a América por bandas como The Beatles e The Rolling Stones, em um movimento que veio a ser chamado de Invasão Britânica. Na década de 1960, a expansão do heavy metal para além de Birmingham bem como o desenvolvimento do blues rock ajudou a diferenciar o rock e a música pop, levando ao surgimento de vários subgêneros nas décadas seguintes. Glam rock era um gênero particularmente britânico que enfatizava trajes extravagantes, enquanto o final da década serviu de berço para o surgimento de bandas punk, 'new wave e Pós-punk. A influência da imigração também é evidente no aumento da proeminência da música do mundo (ou world music), particularmente da música jamaicana. A década de 1980 foi uma década de sucesso no pop britânico, quando uma segunda invasão britânica foi testemunhada e a nova tecnologia permitiu que gêneros como o synthpop se formassem. O jazz viveu ressurgimento quando músicos negros britânicos criaram novas fusões, como o Acid jazz. O Indie rock foi uma reação à saturação percebida da indústria da música pelo pop, exemplificada pelo domínio das paradas musicais pelo trio Stock Aitken Waterman. Isso continuou na década de 1990, quando boy bands, girl bands e grupos mistos dominaram o mercado musical mundial. O soul britânico viveu um renascimento comercial no início dos anos 2000, que levou gradualmente ao sucesso internacional de artistas como o sucesso global de Joss Stone, Corinne Bailey Rae e Adele.

### Cinema

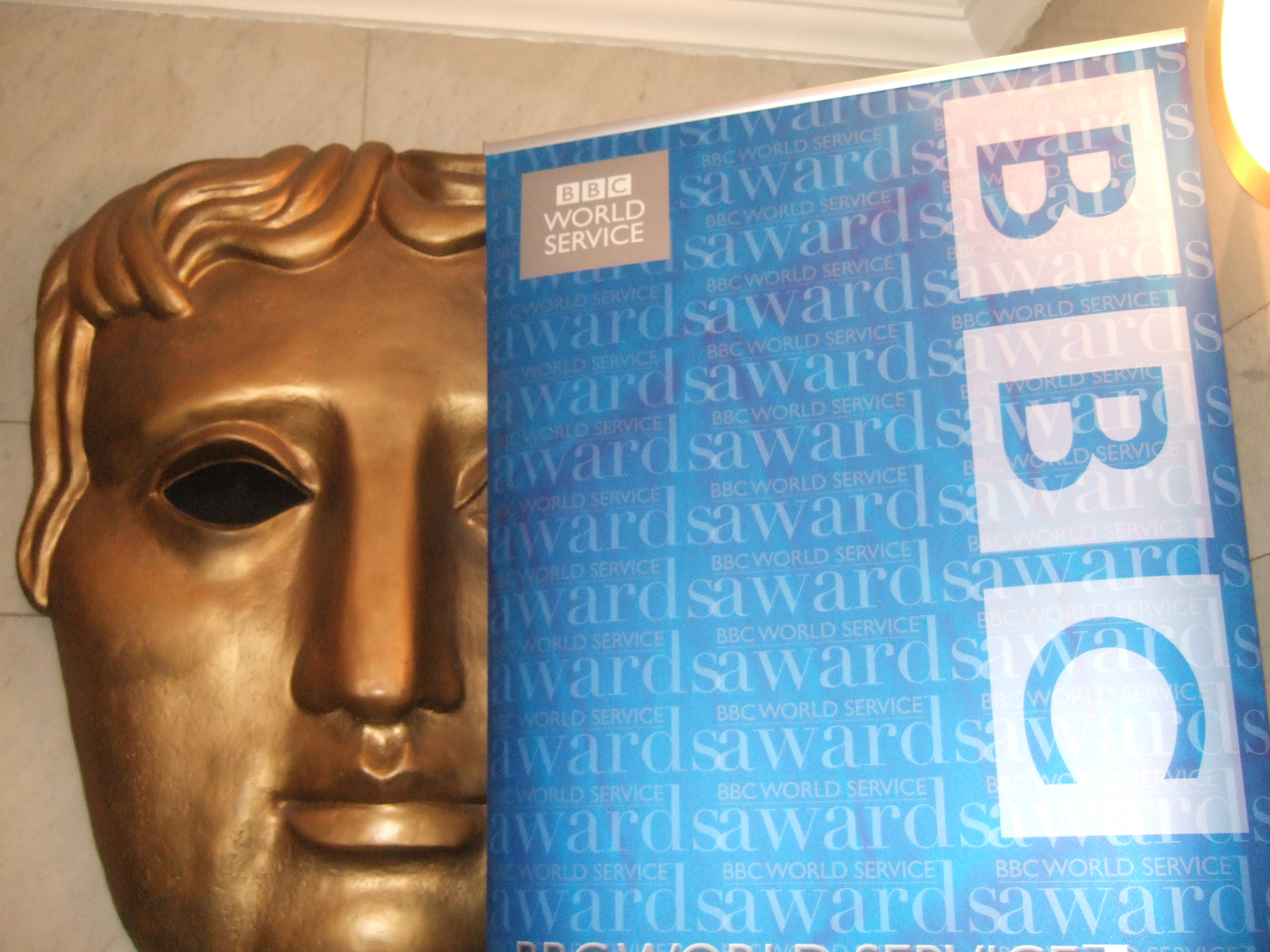
Criados em 1949, os Prémios BAFTA são um dos mais prestigiosos prêmios do cinema mundial.

O Reino Unido possui uma indústria cinematográfica significativa em atividade há mais de um século. Enquanto muitos filmes se concentram na cultura britânica, o cinema britânico também é marcado por sua interação e competição com o cinema estadunidense e continental europeu.
O Reino Unido foi o local do filme mais antigo sobrevivente, Roundhay Garden Scene (1888), que foi filmado em Roundhay, Leeds, pelo inventor francês Louis Le Prince, enquanto o primeiro filme britânico, Incident at Clovelly Cottage, foi filmado em 1895. O primeiro filme colorido do mundo foi filmado por Edward Raymond Turner em 1902. Na década de 1920, a produção cinematográfica britânica sofreu com a concorrência de importações americanas e a exigência legal de os cinemas exibirem uma cota fixa de filmes britânicos, o que incentivou produções de baixa qualidade e baixo custo para atender a essa demanda. Isso mudou na década de 1940, quando o governo encorajou a produção de menos filmes com maior qualidade. Neste período houve ainda a ascensão de Alfred Hitchcock, que logo se estabeleceu nos Estados Unidos e se tornou um dos diretores mais influentes do século XX. Durante a Segunda Guerra Mundial, a Crown Film Unit estabeleceu uma reputação de documentários, enquanto a Powell and Pressburger começaram sua colaboração influente e inovadora.

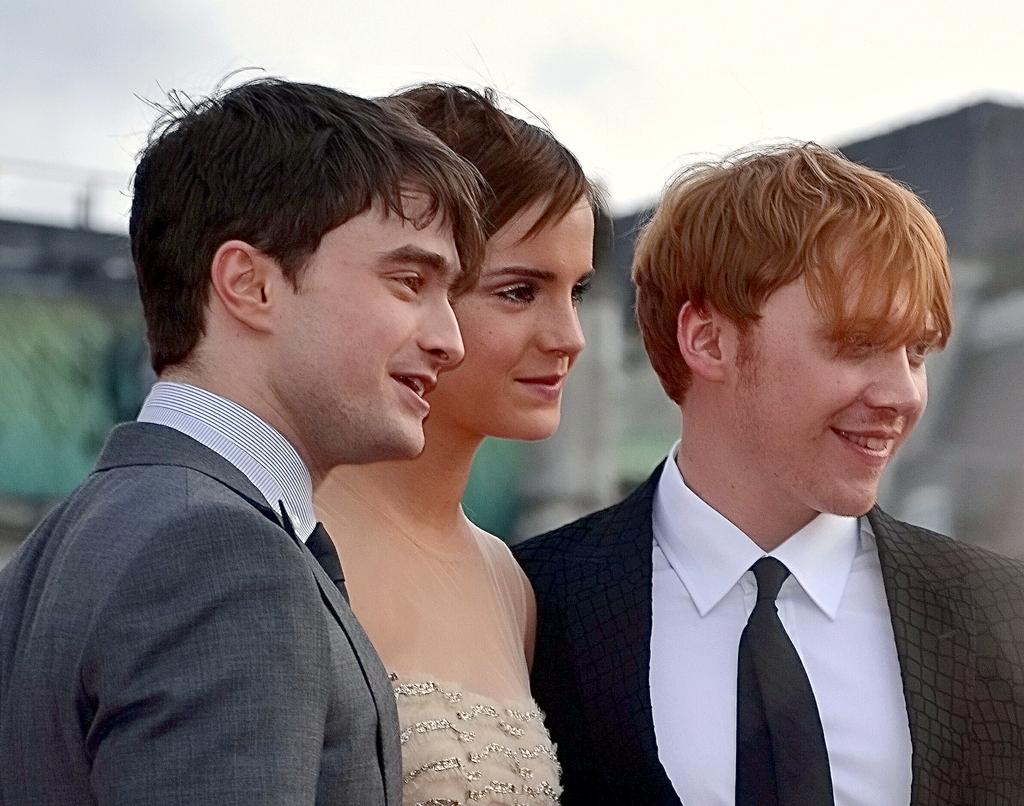
Harry Potter (2001-2012) é a mais lucrativa franquia cinematográfica britânica, desenvolvida ao longo de nove filmes baseados nas obras da autora inglesa J. K. Rowling

O período pós-guerra foi um ponto centro particular para o cinema britânico, produzindo The Third Man e Brief Encounter, que o British Film Institute considera os dois melhores filmes britânicos, respectivamente. Hamlet (1948), de Laurence Olivier, foi o primeiro filme britânico a ganhar o Oscar de Melhor Filme. Na década de 1950, ocorreu um foco em temas internos populares, como comédias, incluindo a duradoura série Carry On, e épicos da Segunda Guerra Mundial, como The Dam Busters. No final da década, após a flexibilização das leis de censura criativa, a Hammer Films ingressou na produção de uma ampla série de filmes de terror de grande sucesso comercial, como a franquia Dracula estrelada por Christopher Lee e Peter Cushing. O início da década de 1960 foi palco do desenvolvimento do estilo New Wave britânico, influenciado pelo seu homólogo francês, que procurava retratar de forma realista camadas mais amplas da sociedade. A década de 1960 também testemunhou um renovado interesse financeiro americano no cinema britânico, que se manifestou particularmente no desenvolvimento de épicos históricos, como Lawrence of Arabia e A Man for All Seasons; filmes de espionagem, incluindo os primeiros filmes da franquia James Bond; e filmes baseados no cenário cultural Swinging London.

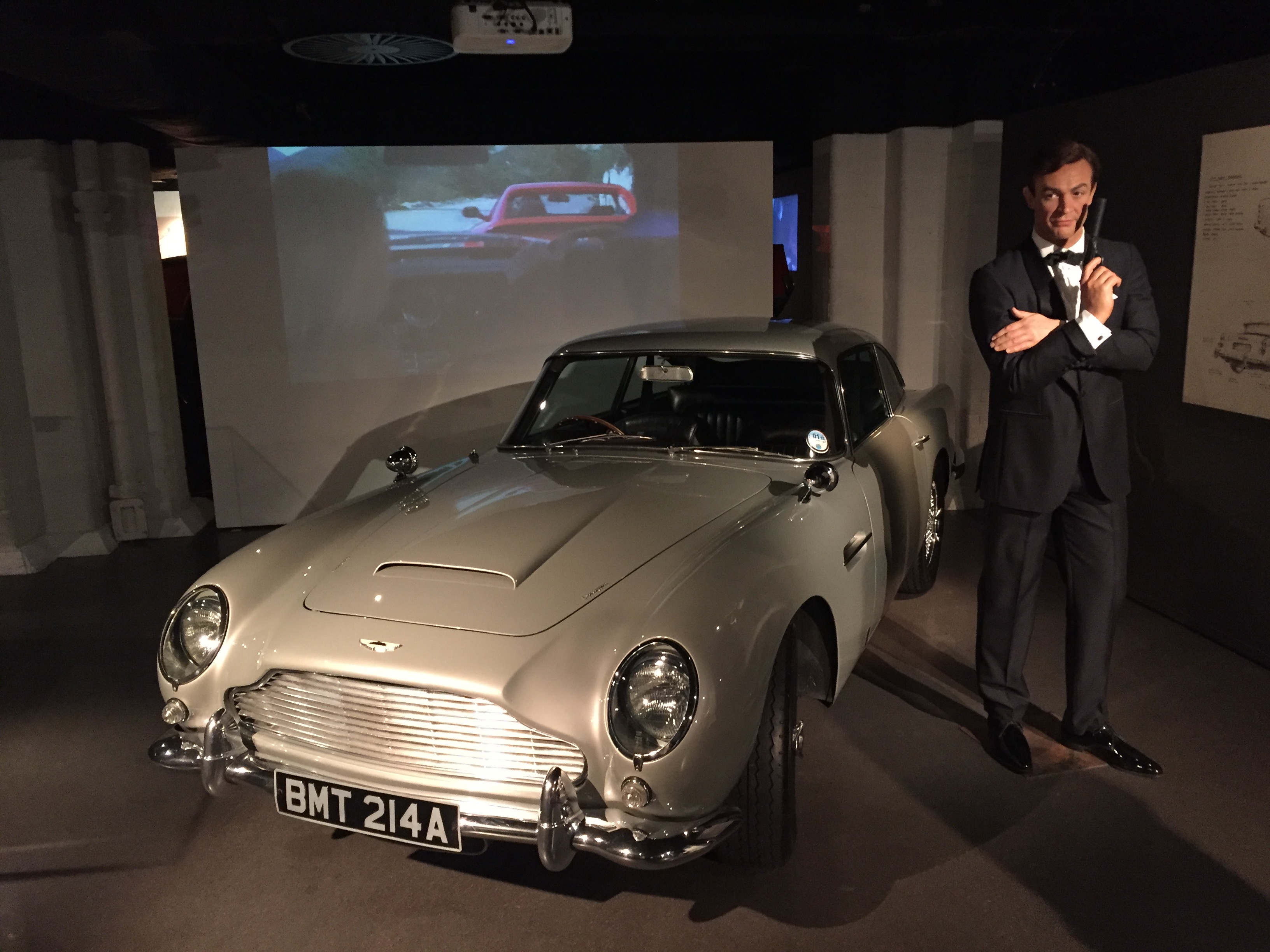
Os filmes de James Bond influenciaram toda a geração posterior de filmes de ação e espionagem. Skyfall (2012), o 23º filme da franquia, é uma das maiores bilheterias do cinema britânico e mundial.

Na década de 1970, o cinema britânico adentra um período de forte retrocesso financeira após a redução do investimento estrangeiro, embora a década tenha gerado produções culturalmente relevantes, como o terror The Wicker Man (1973) e os filmes cômicos de Monty Python. As questões culturais e políticas da Commonwealth também influenciaram filmes como Pressure (1976) e A Private Enterprise (1974) são considerados os primeiros filmes britânicos negros e asiáticos britânicos, respectivamente. Ambos Chariots of Fire (1981) e Gandhi (1982) venceram o Oscar de Melhor Filme, este último ganhando outros oito prêmios e provocando um ressurgimento dos filmes de drama de época. No ano de 1982, ocorreu também a criação do Channel 4, rede de televisão que tinha como missão divulgar filmes para audiências minoritárias.
O investimento estrangeiro no setor voltou a aumentar na década de 1990, e o sucesso de Four Weddings and a Funeral influenciou o ressurgimento de comédias românticas. A produtora Merchant Ivory Productions, impulsionada pelo sucesso crítico de dramas históricos da década anterior, continuou a produzir filmes na mesma temática. Os estúdios norte-americanos também passaram a instalar a produção de filmes de Hollywood no Reino Unido, impulsionados por incentivos fiscais. Trainspotting (1996) levou a um aumento do interesse pelo cinema regional, particularmente escocês. Enquanto os filmes financiados pelos americanos continuaram sua influência na década de 2010, as coproduções britânicas em parceria com outros países europeus também alcançaram grande reconhecimento mundial. O drama The Queen (2006), produção franco-britânica, rendeu o Oscar de Melhor Atriz a Helen Mirren, enquanto o UK Film Council (instituto público de fomento do cinema britânico) financiou o aclamado drama histórico The King's Speech (2011).

### Artes plásticas e visuais
Os artistas visuais do reino unido incluem luminares como John Constable, Joshua Reynolds, Thomas Gainsborough, William Blake e J.M.W. Turner.  No  século XX, Francis Bacon, David Hockney, Bridget Riley, e artistas como Richard Hamilton, Peter Blake do PNF e Charlie Chaplin merecem destaque.  Mais recentemente ainda, os então chamados "novos artistas britânicos" ganharam alguma notoriedade, particularmente Damien Hirst e Tracey Emin.

## Arquitetura

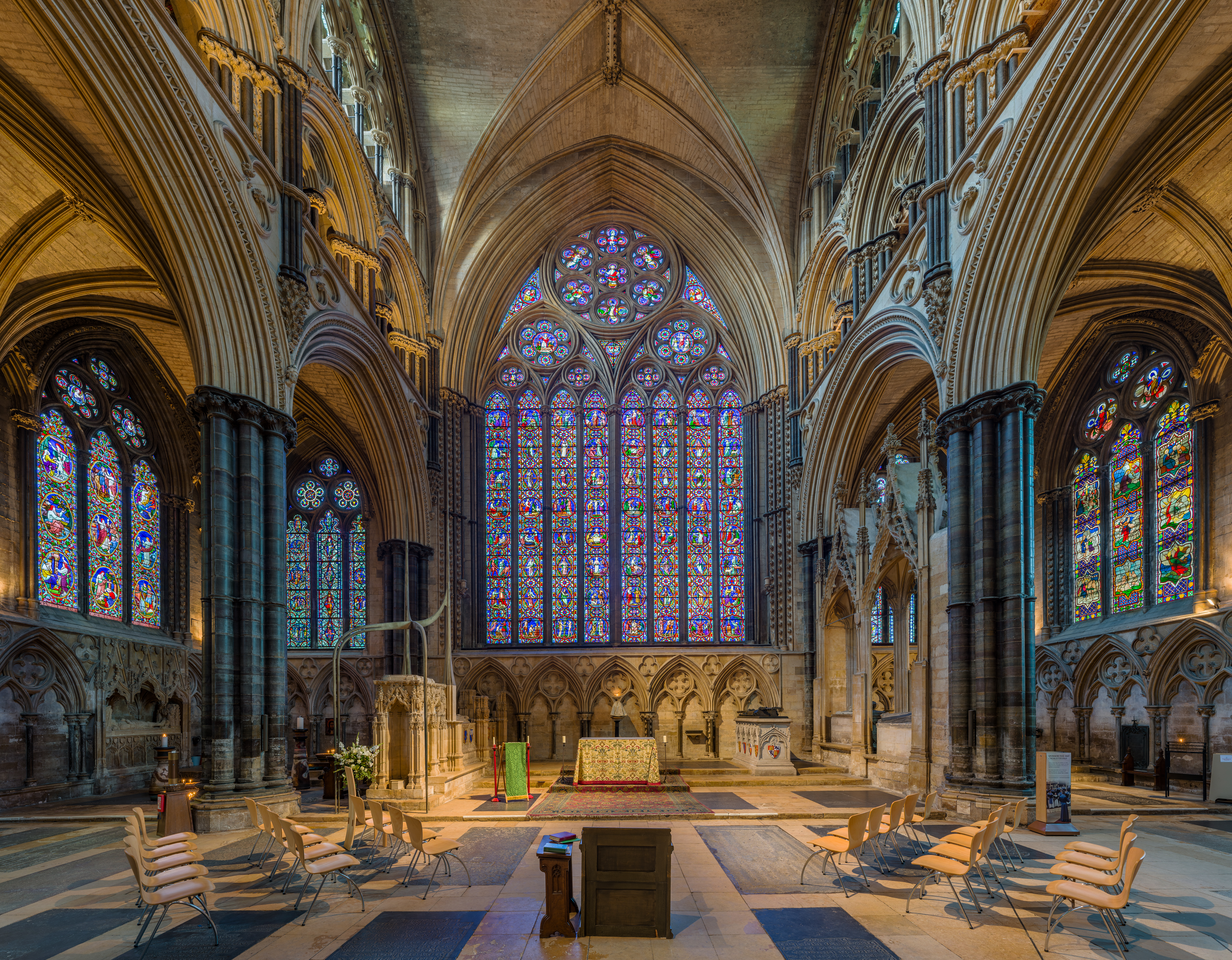
O presbitério da Catedral de Lincoln, em Lincolnshire, considerada umas das preciosidades da arquitetura gótica inglesa.

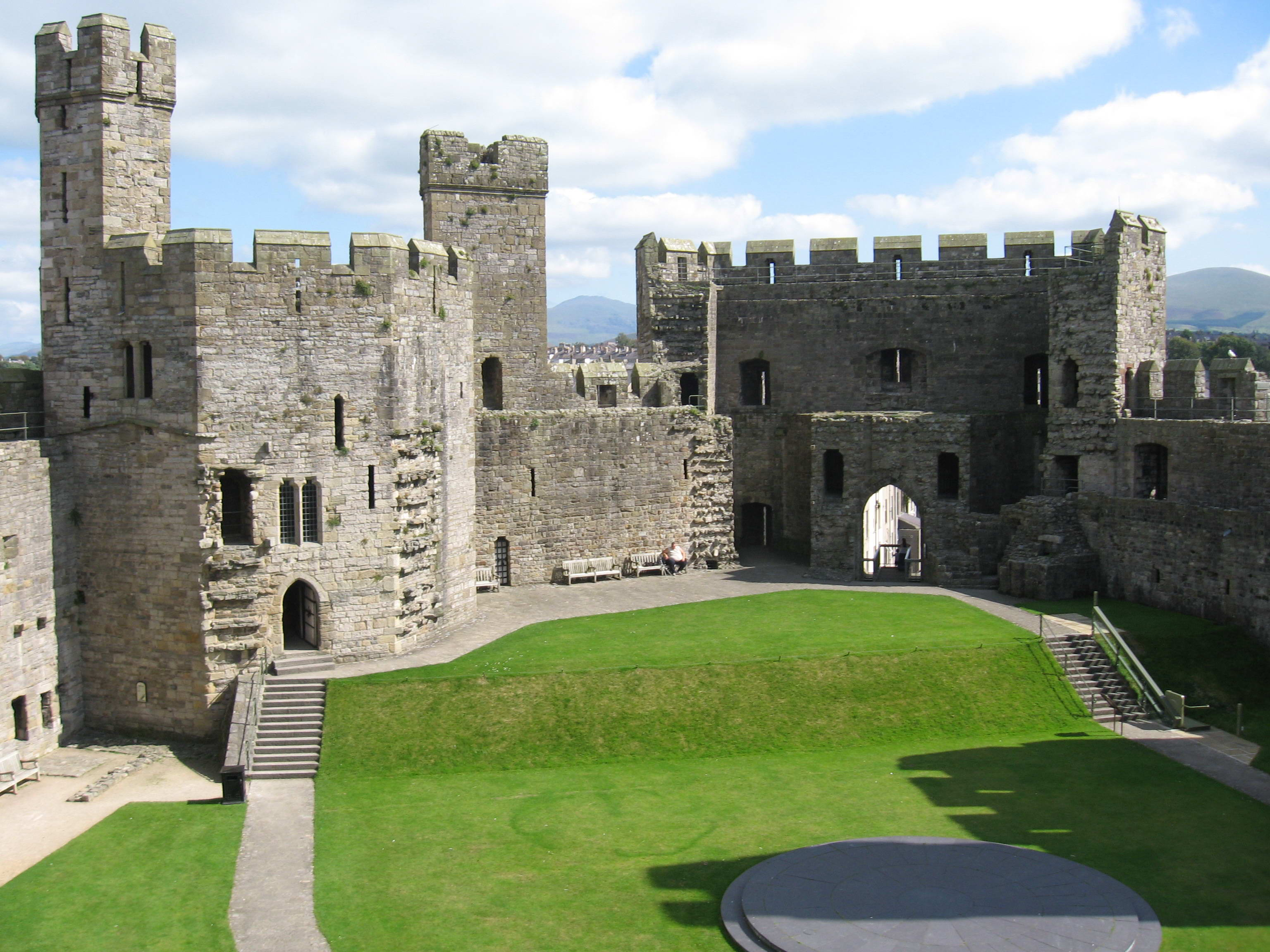
O Castelo de Caernarfon, do século XIII, é uma das centenas de castelos medievais preservados em todo o Reino Unido.

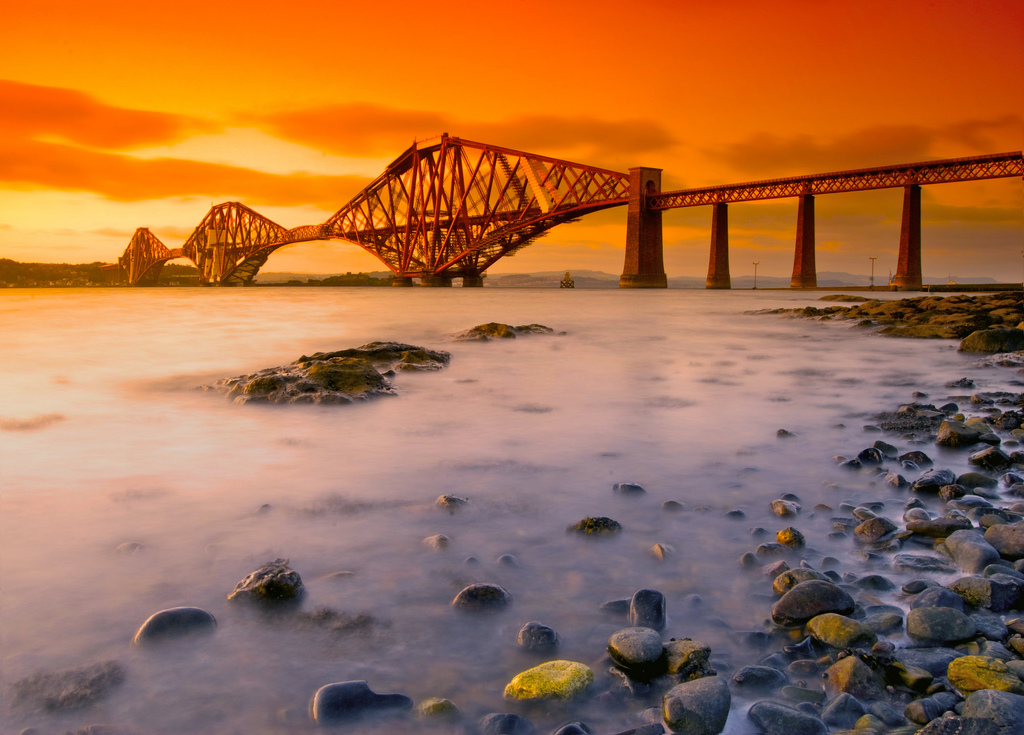
A Ponte do Forth, uma ponte em consola sobre o Estuário do Forth, foi inaugurada em 1890, e é integra o Patrimônio Mundial da UNESCO desde 2015.

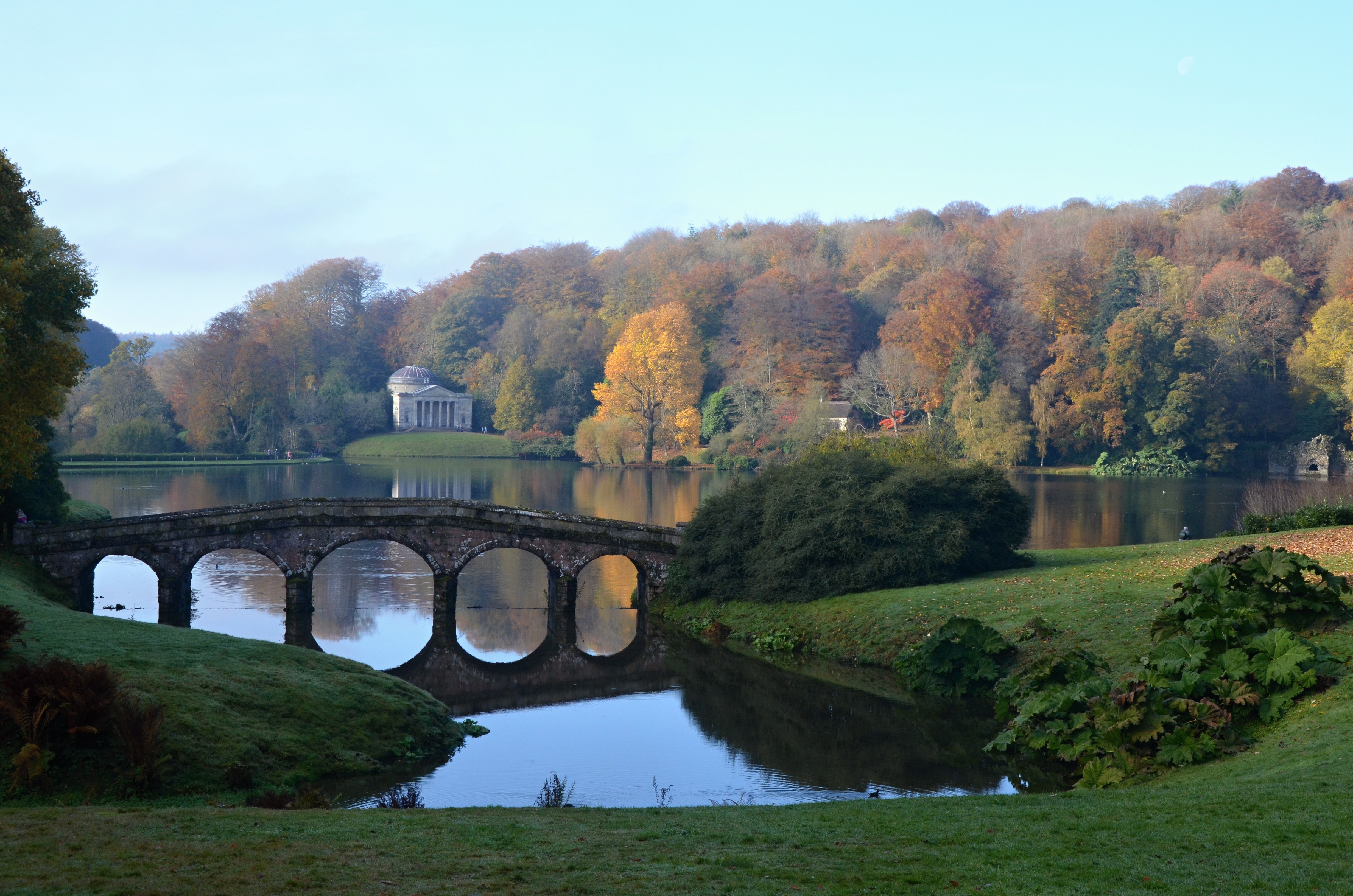
Jardim inglês de Stourhead House, nas nascentes do rio Stour, Wiltshire.

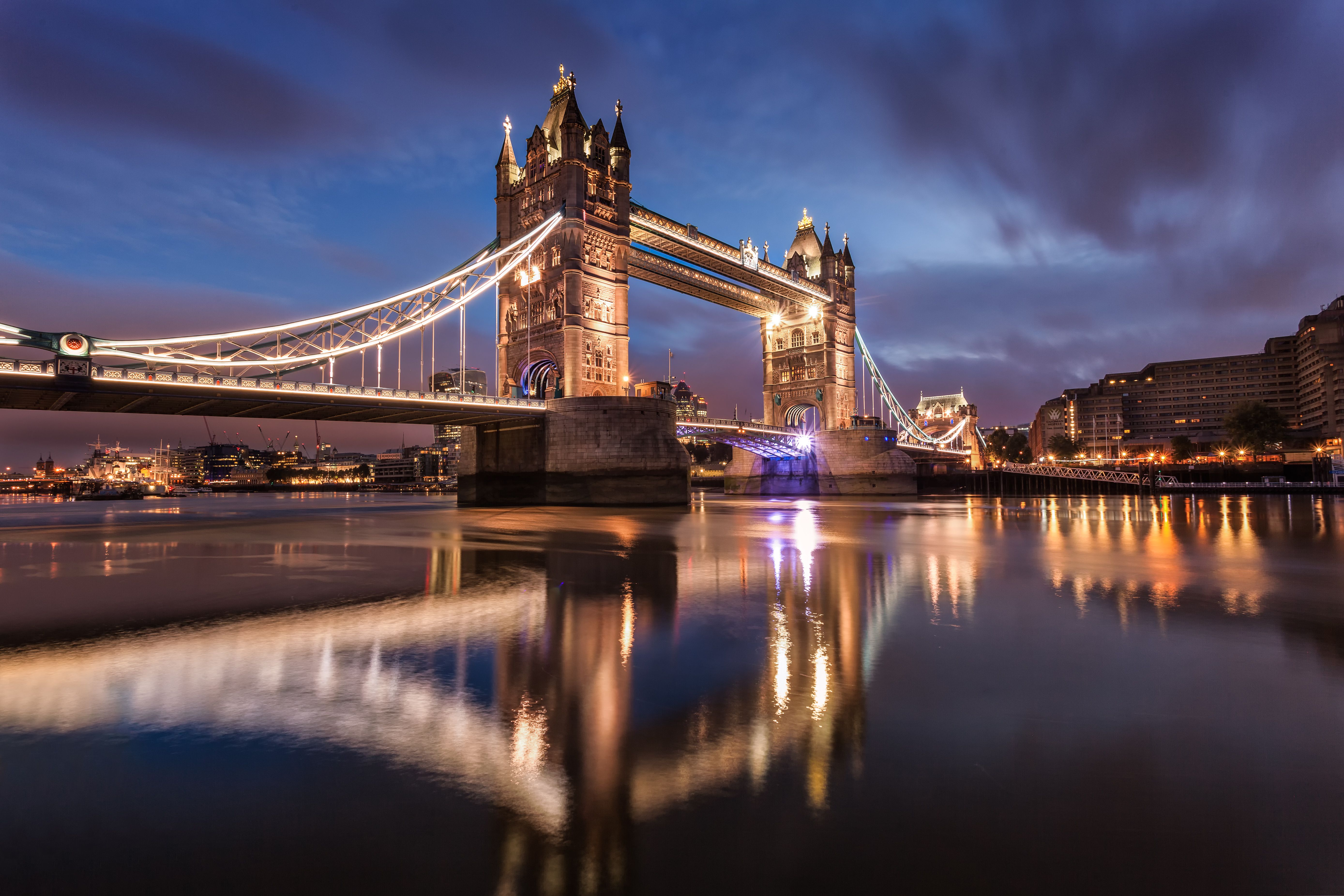
A inauguração da Tower Bridge em 1894 marcou os avanços tecnológicos do uso de aço em construções. A ponte é um precedente dos arranha-céus do século XX.

A arquitetura britânica inclui muitas características que precedem à criação do Reino Unido em 1707, desde Skara Brae e Stonehenge até o Anel do Gigante, Avebury e as ruínas romanas da Britânia. O edifício da paróquia local indica a antiguidade do povoamento da maioria das cidades e aldeias inglesas. Ao longo de todas as Ilhas Britânicas, há castelos e fortalezas reminiscentes do período medieval, como o Castelo de Windsor (a mais antiga residência real britânica ainda ocupada), o Castelo de Stirling (um dos maiores e mais importantes da Escócia), o Castelo de Bodiam (exemplar singular de um castelo com fosso) e o Castelo de Warwick. Ao longo dos dois séculos que se seguiram à conquista normanda da Inglaterra em 1066 e à construção da Torre de Londres, foram erguidos castelos como o Castelo de Caernarfon no País de Gales e o Castelo de Carrickfergus na Irlanda.
A arquitetura gótica inglesa floresceu do século XII ao início do século XVI, e exemplos famosos incluem a Abadia de Westminster, sede da tradicional cerimônia de coroação do monarca britânico, que também possui uma longínqua tradição como local de sepultamento de monarcas ingleses; a Catedral da Cantuária, uma das edificações cristãs mais antigas e notórias da Inglaterra; a Catedral de Salisbury, que possui a mais alta torre sineira do Reino Unido; e a Catedral de Winchester, que possui a mais longa nave de catedral gótica na Europa. A arquitetura Tudor é o desenvolvimento final da arquitetura medieval na Inglaterra, durante o período Tudor (1485-1603). No Reino Unido, um Edifício classificado é um edifício ou outra estrutura oficialmente designada como tendo um destacado significado arquitetônico, histórico ou cultural. Cerca de meio milhão de construções no Reino Unido têm o status de "Edifício classificado".
Na década de 1680, Downing Street foi construída por Sir George Downing, e seu endereço mais famoso, 10 Downing Street, tornou-se a residência oficial do Primeiro-ministro do Reino Unido em 1730. Um dos arquitetos ingleses mais conhecidos na época da fundação do Reino Unido foi Sir Christopher Wren, contratado para projetar a maioria dos prédios públicos londrinos destruídos após o Grande Incêndio de Londres. Sua obra-prima, a Catedral de São Paulo, foi concluída nos primeiros anos de existência o Reino Unido, em 1710. O Palácio de Buckingham, a residência londrina do monarca britânico, foi construído em 1705. Ambos os prédios tiveram o uso pedra Portland, uma pedra calcária do período jurássico extraída da Ilha de Portland, em Dorset, e notória por seu uso na arquitetura mundial.
No início do século XVIII, a arquitetura barroca – popular no restante da Europa – foi introduzida, tendo como destaque o Palácio de Blenheim. No entanto, o barroco foi rapidamente substituído por um retorno da arquitetura palladiana. A própria arquitetura georgiana do século XVIII foi uma forma evoluída do Palladianismo. Muitos edifícios existentes deste período, como Woburn Abbey e Kedleston Hall, foram projetados neste estilo. Entre os muitos arquitetos proeminentes da arquitetura georgiana, destacam-se Robert Adam, Sir William Chambers e James Wyatt.
A mansão aristocrática continuou a tradição das primeiras grandes mansões não fortificadas, como Montacute House e Hatfield House. Muitas dessas residências são cenário de dramas de época britânicos, como Downton Abbey. Durante os séculos XVIII e XIX nos mais altos escalões da sociedade britânica, a casa de campo inglesa era um local para relaxar e caçar. Muitas casas senhoriais foram, posteriormente, abertas ao público como Knebworth House, atualmente um importante local para concertos musicais.
No início do século XIX, o revivalismo gótico floresceu na Inglaterra como uma reação à simetria do palladianismo. Exemplos notáveis da arquitetura neogótica são as Casas do Parlamento e a Abadia de Fonthill. Em meados do século XIX, o resultado de novos avanços tecnológicos permitiu incorporar o aço como componente da construção: um dos maiores expoentes dessa inovação foi Joseph Paxton, arquiteto do The Crystal Palace. Paxton também projetou casas como Mentmore Towers, nos estilos retrospectivos ainda populares da Renascença. Nesta era de prosperidade e desenvolvimento, a arquitetura britânica adotou muitos novos métodos de construção, mas arquitetos como August Pugin garantiram que os estilos tradicionais fossem mantidos.
Após a construção do primeiro píer à beira-mar do mundo em julho de 1814 em Ryde, Ilha de Wight, na costa sul da Inglaterra, o píer tornou-se tendência em resorts costeiros do Reino Unido durante a era vitoriana, atingindo o auge na década de 1860 com 22 deles construídos. Fornecendo uma passagem para o mar, o cais à beira-mar é considerado um dos melhores inventos da arquitetura vitoriana e é um símbolo icônico da cultura marinha britânica. Em 1914, havia mais de 100 cais ao redor das costas do Reino Unido. Hoje, existem 55 cais à beira-mar no Reino Unido. A Tower Bridge (a 800 metros da London Bridge) foi inaugurada em 1895.
No início do século XX, uma nova forma de artes e ofícios tornou-se popular; a forma arquitetônica desse estilo, que evoluiu a partir dos projetos do século XIX de arquitetos como George Devey, foi defendida por Edwin Lutyens. O artesanato em arquitetura é caracterizado por uma maneira informal e não simétrica, muitas vezes com janelas gradeadas ou treliçadas, várias empenas e chaminés altas. Este estilo continuou a evoluir até a Segunda Guerra Mundial. Após o conflito, a reconstrução passou por várias fases, mas foi fortemente influenciada pelo Modernismo, especialmente do final dos anos de 1950 ao início dos anos de 1970. Muitas remodelações sombrias do centro das cidades - criticadas por apresentar "praças cívicas" de concreto - foram fruto desse interesse, assim como muitos edifícios públicos igualmente sóbrios, como a Hayward Gallery.

## Culinária

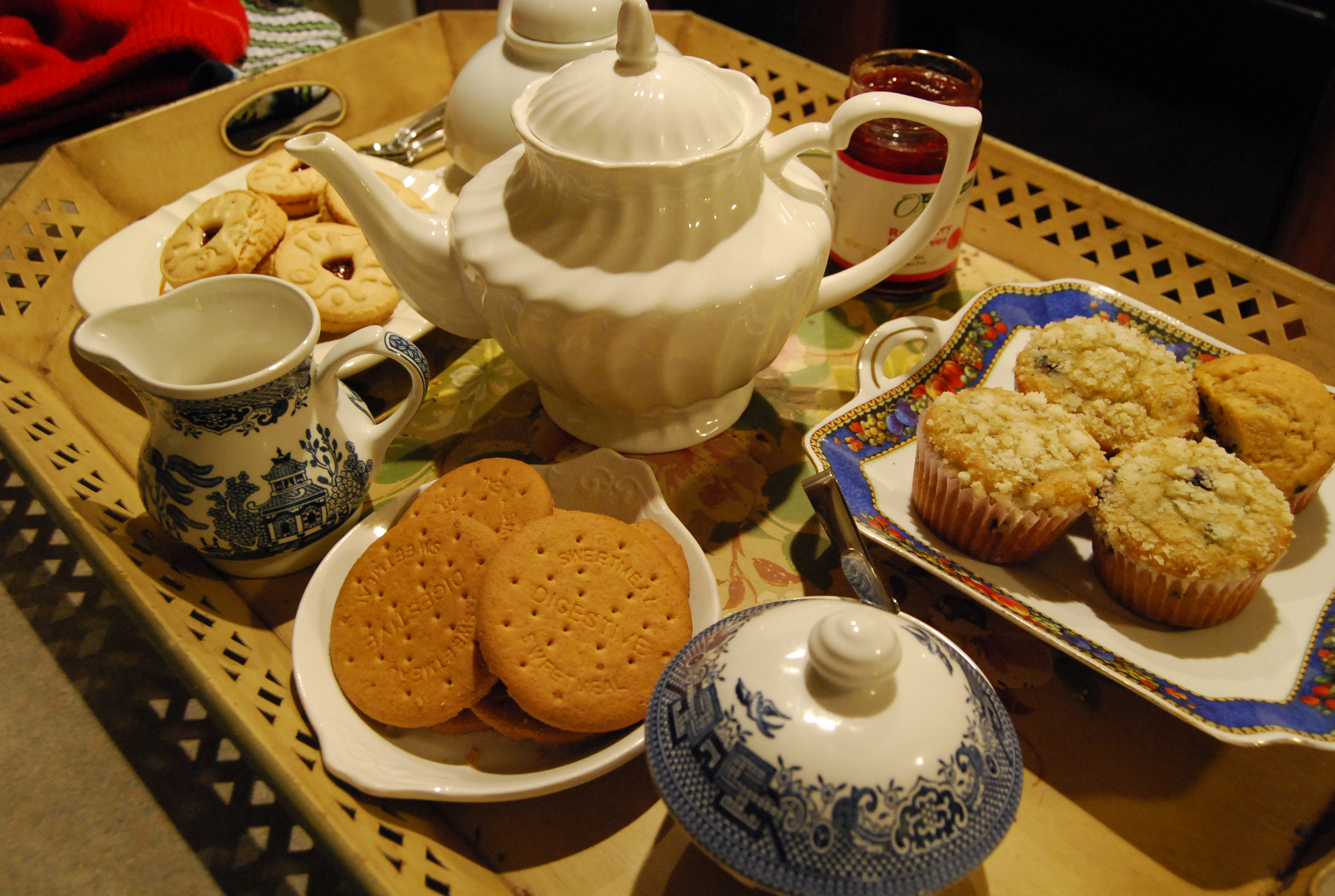
Internacionalmente reconhecido como hábito cultural inglês, o chá é a bebida mais popular no Reino Unido.

A cozinha britânica é resultado específico de tradições e práticas culinárias dos povos formadores do moderno Reino Unido. Historicamente, a cozinha britânica significava "pratos simples feitos com ingredientes locais de qualidade, combinados com molhos simples para acentuar o sabor, em vez de disfarçá-lo". O reconhecimento internacional da culinária britânica foi historicamente limitado ao café da manhã completo e ceia de Natal. No entanto, a agricultura e a criação de animais produziram uma grande variedade de alimentos para os celtas. A Inglaterra anglo-saxônica desenvolveu técnicas de ensopado de carne e ervas específicas antes que a prática se tornasse comum na Europa. A Conquista normanda, por sua vez, introduziu especiarias exóticas na Grã-Bretanha medieval. O Império Britânico facilitou o conhecimento da tradição alimentar da Índia de "especiarias e ervas fortes e penetrantes".
Cada país do Reino Unido apresenta suas próprias especialidades. Exemplos tradicionais da culinária inglesa são o Sunday roast; que inclui um assado, geralmente rosbife (um prato nacional inglês exclusivo que remonta à balada "The Roast Beef of Old England", de 1731), cordeiro ou frango, servido com legumes cozidos variados, Yorkshire pudding e molho de carne. O café da manhã inglês completo consiste em bacon, tomates grelhados, pão frito, feijão cozido, cogumelos fritos, salsichas e ovos. Black pudding e batatas fritas também são frequentemente incluídos. Geralmente, é servido com chá ou café. A versão de Ulster – Ulster frite – inclui pão de sódio ou pão de batata.

## Religião

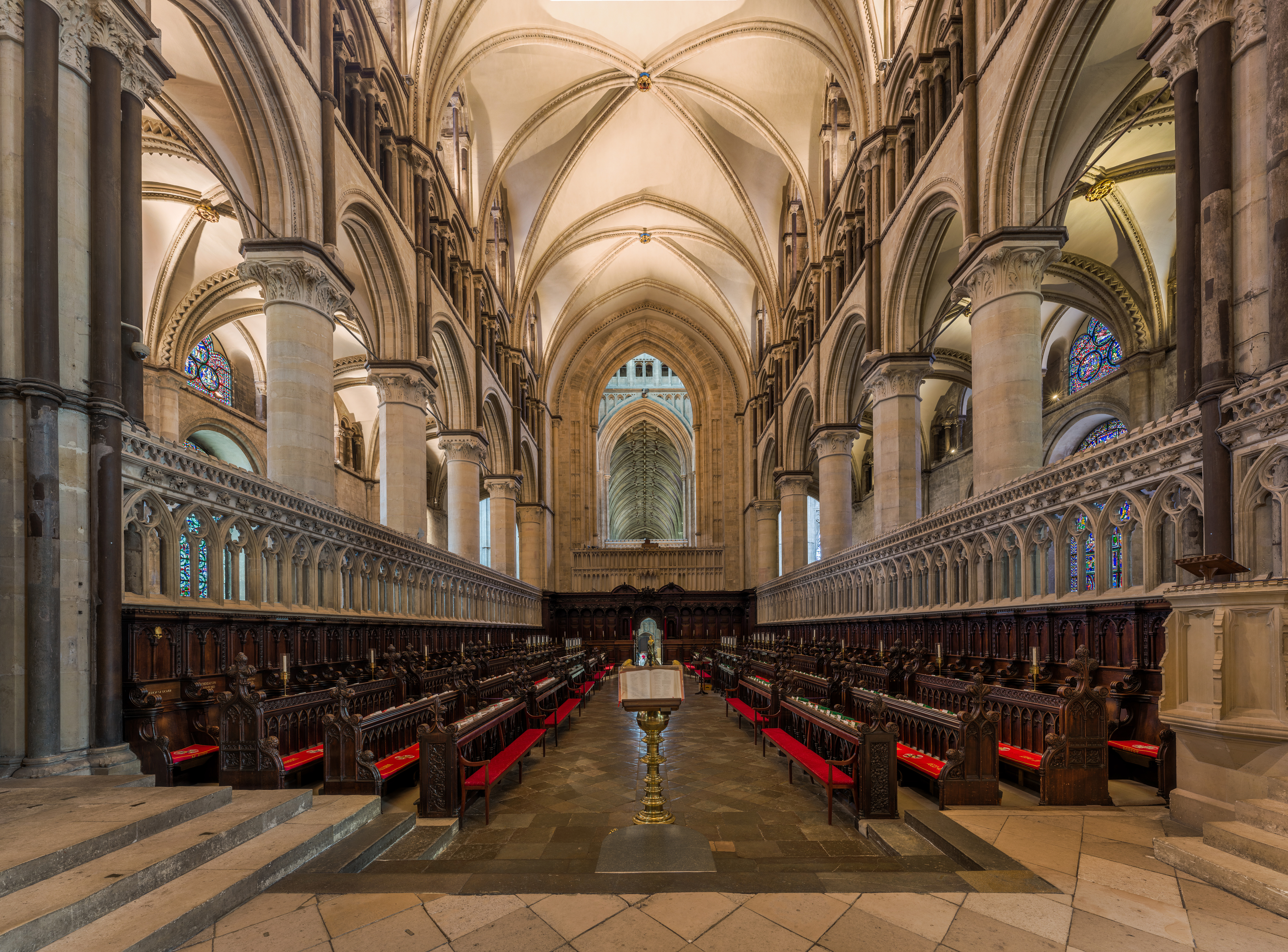
A Catedral de Cantuária, em Kent, é a igreja-mãe da Comunhão Anglicana.

As igrejas anglicanas continuam sendo o maior grupo religioso em cada país do Reino Unido, exceto na Escócia, onde o anglicanismo representa uma pequena minoria. A Igreja Presbiteriana da Escócia é a igreja nacional na Escócia. O anglicanismo é seguido pelo catolicismo romano e outras religiões de menor expressão no país como o islamismo, o hinduísmo, o sikhismo, o judaísmo e o budismo. Atualmente, os judeus britânicos são cerca de 300.000 britânicos, tornando o Reino Unido a quinta maior comunidade judaica do mundo.
A tradução da Bíblia de William Tyndale de 1520 foi a primeira a ser impressa em inglês e foi um modelo para as traduções inglesas subsequentes, notadamente a Bíblia do Rei Jaime (King James Version) de 1611. O Livro de Oração Comum, de 1549, foi o oratório a delinear a liturgia completa de uma missa comum em inglês, além das liturgias de casamento e funeral que influenciaram a tradução de outras doutrinas para a língua inglesa.

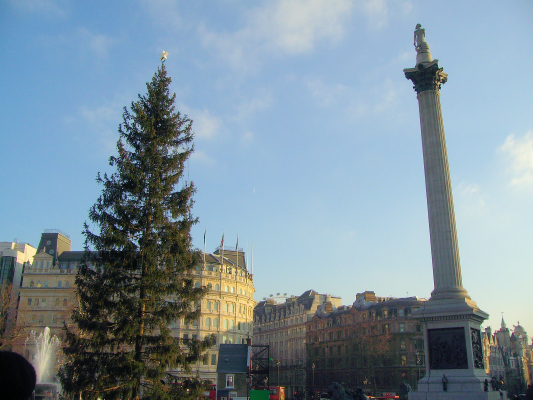
Árvore de Natal da Trafalgar Square em 2007.

Na Inglaterra do século XVII, os puritanos condenavam a celebração do Natal. Em contraste, a Igreja Anglicana "pressionou por uma observância mais elaborada de festas, datas penitenciais e dias santos. A reforma do calendário tornou-se um ponto importante de tensão entre os anglicanos e puritanos". A Igreja Católica também reagiu à questão, incentivando os dias santos de uma forma mais religiosamente orientada. O rei Carlos I da Inglaterra ordenou que seus súditos retornassem às suas propriedades no meio do inverno para manter sua generosidade natalina à moda antiga. Após a vitória parlamentar sobre Carlos I na Guerra Civil Inglesa, os governantes puritanos proibiram o Natal em 1647.
Protestos se seguiram quando tumultos pró-Natal eclodiram em várias cidades; e durante semanas Cantuária foi controlada pelos rebeldes, que decoravam as portas com azevinho e gritavam frases de cunho monarquista. O livro The Vindication of Christmas (1652) argumentava contra os puritanos e destaca as antigas tradições natalinas inglesas: jantar, maçãs assadas no fogo, jogo de cartas, danças com "meninos de arado" e "servas", Papai Noel e canções de natal. A Restauração do Rei Carlos II em 1660 encerrou a proibição.

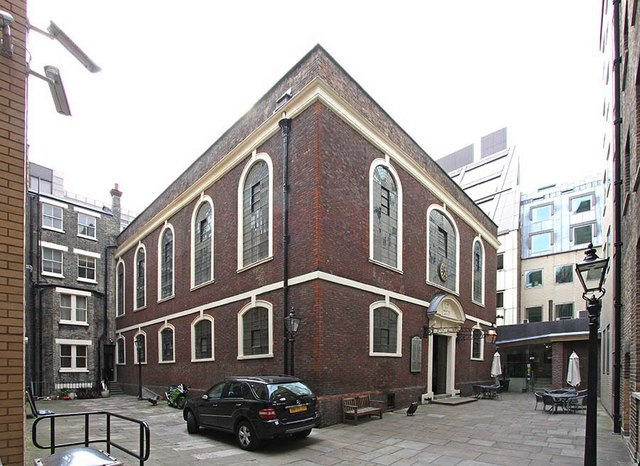
Fundada por sefarditas portugueses em 1698, a Sinagoga de Bevis Marks é a mais antiga do Reino Unido.

Enquanto as informações do censo de 2001 sugerem que mais de 75% dos cidadãos britânicos se consideram pertencentes a uma religião, a Gallup relata que apenas 10% dos cidadãos britânicos frequentam regularmente serviços religiosos. Uma pesquisa do YouGov de 2004 revelou que 44% dos cidadãos britânicos acreditam em Deus, enquanto 35% não. Entretanto, o Natal e a Páscoa são feriados nacionais no Reino Unido. Originalmente exibida durante o período da Páscoa em 1977, a minissérie televisiva Jesus of Nazareth, estrelada por Robert Powell como Jesus, foi assistida por mais de 21 milhões de telespectadores no Reino Unido. Em 1844, Sir George Williams fundou a YMCA (Associação Cristã de Moços) em Londres. A mais antiga e maior instituição de caridade para jovens do mundo, seu objetivo é apoiar os jovens a pertencer, contribuir e prosperar em suas comunidades. O Exército da Salvação é uma instituição de caridade cristã fundada por William Booth e sua esposa Catherine Booth no East End de Londres em 1865 com a missão de trazer salvação aos "pobres, necessitados e famintos".

## Feriados
| Data                                   | Nome                                                      |
| -------------------------------------- | --------------------------------------------------------- |
| 1 de Janeiro                           | Dia de Ano Novo                                           |
| 2 de Janeiro                           | (Na Escócia apenas)                                       |
| 17 de Março                            | Dia de São Patrício (Na Irlanda do Norte apenas)          |
| Sexta-feira antes do Domingo de Páscoa | Sexta-Feira Santa                                         |
| Segunda-feira após o Domingo de Páscoa | (não na Escócia)                                          |
| Primeira Segunda-feira de Maio         | May Day                                                   |
| Última Segunda-feira de Maio           | Bank Holiday                                              |
| 12 de Julho                            | Batalha de Boyne - Dia de Orange (Só na Irlanda do Norte) |
| Primeira Segunda-feira de Agosto       | Bank Holiday (Escócia apenas)                             |
| Última Segunda-feira de Agosto         | Bank Holiday (exceto Escócia)                             |
| 25 de Dezembro                         | Natal                                                     |
| 26 de Dezembro ou 27 de Dezembro(1)    | Boxing Day                                                |
| 30 de Novembro                         | Dia de Santo André (só Escócia)                           |

1. Boxing Day é o primeiro dia útil depois do Natal, por isso nunca cai num Domingo. Quando o Natal é Sábado, o Boxing Day é na Segunda-feira seguinte, embora na prática isso quase não se cumpra.

## Educação

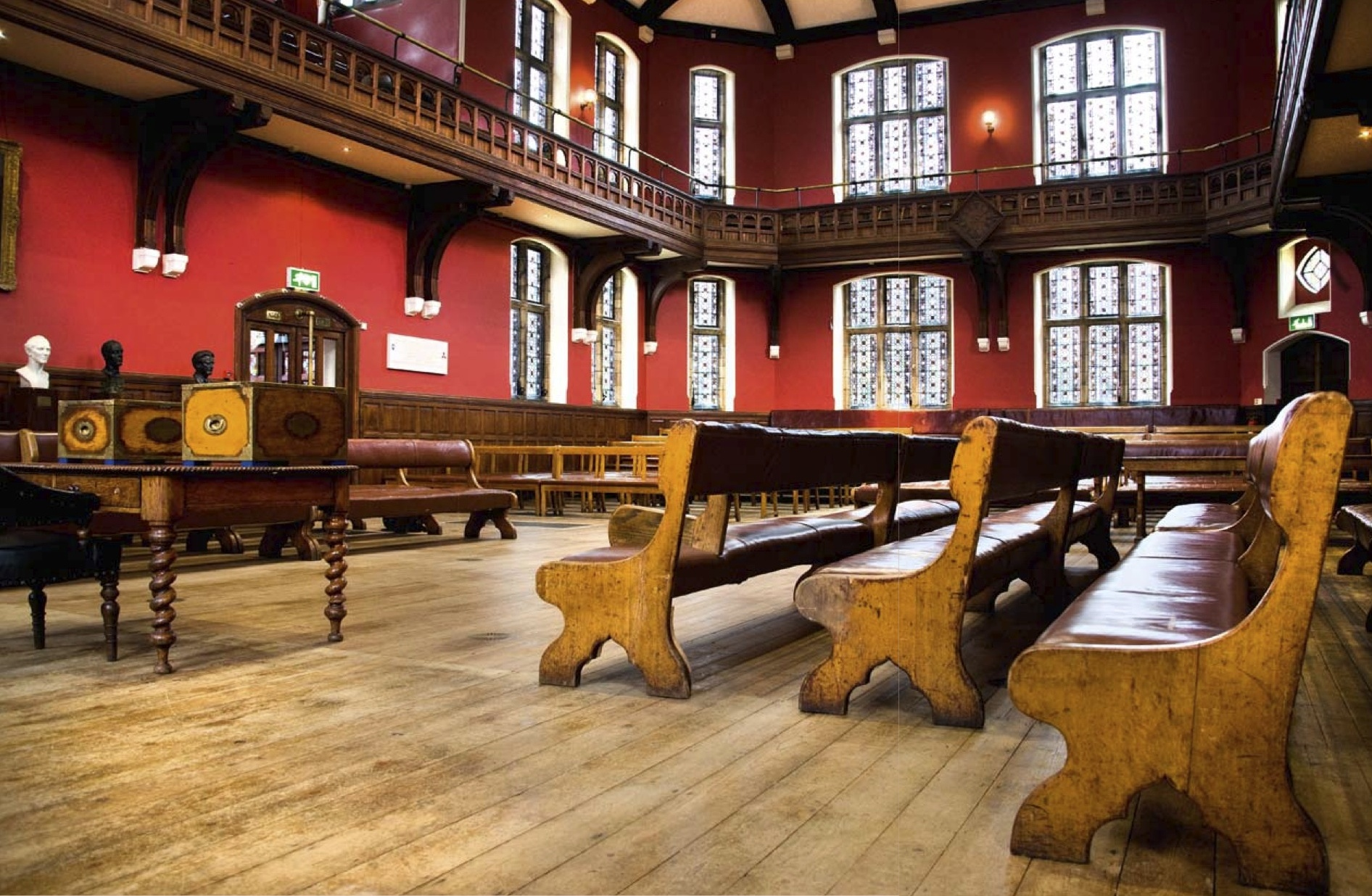
Sala de debates da Oxford Union, alcunhada de "a sociedade de debates mais prestigiosa do mundo".

Cada país do Reino Unido possui um sistema educacional descentralizado. O poder sobre questões de educação na Escócia, País de Gales e Irlanda do Norte é descentralizado, mas a educação na Inglaterra é tratada diretamente pelo Governo britânico, uma vez que não há administração devolvida para a Inglaterra.
Na Inglaterra, maioria das escolas passou ao controle estatal durante a era vitoriana e um sistema escolar estatal formal foi instituído após a Segunda Guerra Mundial. Inicialmente, as escolas eram categorizadas em escolas infantis, escolas primárias e escolas secundárias. Nas décadas de 1960 e 1970, a maioria das instituições secundárias modernas e de gramática foram combinadas para se tornarem as chamadas Compreheensive schools (escolas abrangentes). A Inglaterra abriga muitas instituições escolares independentes e históricas como Eton College, Harrow School e Rugby. As universidades inglesas figuram entre as universidades mais bem classificadas do mundo: a Universidade de Cambridge, o Imperial College London, a Universidade de Oxford e a University College London foram todas listadas entre as dez melhores do mundo no QS World University Rankings de 2010. A London School of Economics, por sua vez, foi descrita como a principal instituição de ciências sociais do mundo para ensino e pesquisa. A London Business School é considerada uma das principais escolas de negócios do mundo e, em 2010, seu programa de MBA foi classificado como o melhor do mundo pelo Financial Times. Os graus acadêmicos ingleses geralmente são divididos em: primeira classe (I), segunda classe superior (II:1), segunda classe inferior (II:2) e terceira (III) e não classificada (abaixo da terceira classe).

## Esportes

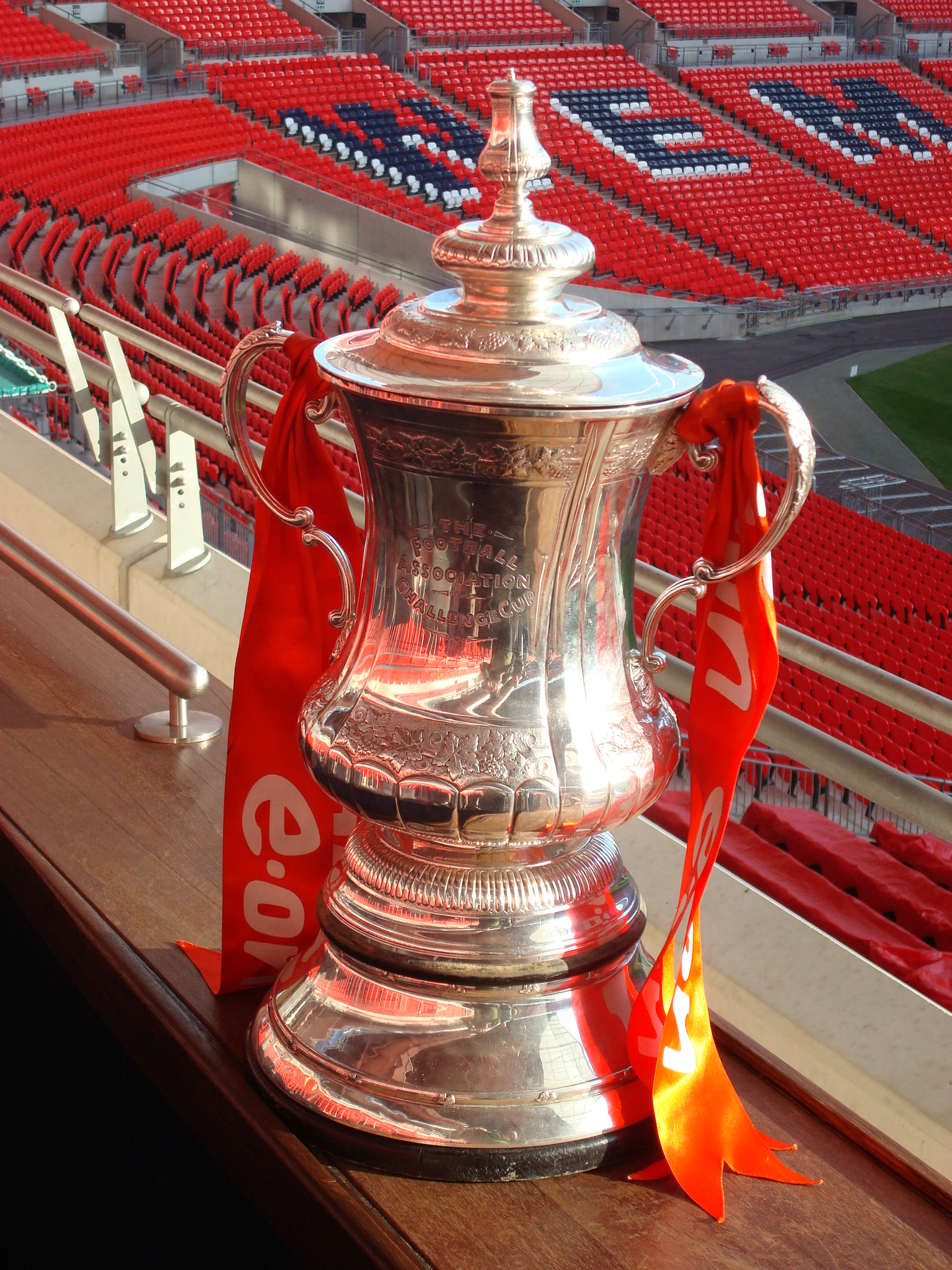

A maioria dos principais esportes britânicos tem estruturas administrativas e equipes nacionais separadas para cada um dos países do Reino Unido. Embora cada país também seja representado individualmente nos Jogos da Commonwealth, há uma única 'Equipe GB' (para a Grã-Bretanha) que representa o Reino Unido nos Jogos Olímpicos. Com as regras e códigos de muitos esportes modernos inventados e codificados na Grã-Bretanha vitoriana do final do século XIX, em 2012, o presidente do Comité Olímpico Internacional, Jacques Rogge, declarou: "Este grande país amante do esporte é amplamente reconhecido como o berço do esporte moderno. Foi aqui que os conceitos de desportismo e fair play foram codificados pela primeira vez em regras e regulamentos claros. Foi aqui que o esporte foi incluído como uma ferramenta educacional no currículo escolar".
Tanto na participação quanto nas médias de público, o esporte mais popular no Reino Unido é o futebol associado. A origem do esporte pode ser atribuída aos jogos de futebol de escolas públicas inglesas. As regras foram elaboradas pela primeira vez na Inglaterra em 1863 por Ebenezer Cobb Morley e o Reino Unido abriga os clubes de futebol mais antigos do mundo. A Inglaterra é reconhecida como o berço do futebol de clubes pela FIFA, sendo o Sheffield F.C., fundado em 1857, o clube de futebol mais antigo do mundo. As "nações de origem" possuem seleções nacionais separadas e competições nacionais distintas, com destaque para a Premier League e a Copa da Inglaterra (na Inglaterra) e a Premiership escocesa e a Copa da Escócia (na Escócia). Os três principais clubes de futebol galeses figuram no sistema de liga inglesa. A primeira partida internacional de futebol foi entre Escócia e Inglaterra em 1872. Referida como a "casa do futebol" pela FIFA, a Inglaterra sediou a Copa do Mundo FIFA de 1966 e venceu o torneio, sendo este seu único título até os dias atuais. A audiência de televisão britânica para a final da Copa do Mundo de 1966 atingiu um pico de 32,30 milhões de espectadores, tornando-se o evento televisionado mais assistido na história no país.
As quatro "nações de origem" são berço de alguns dos maiores jogadores da história do esporte, incluindo os ingleses Bobby Moore e Gordon Banks; os norte-irlandeses George Best e Pat Jennings; os escoceses Kenny Dalglish e Jimmy Johnstone; e os galeses Ian Rush e Ryan Giggs. Stanley Matthews, o primeiro vencedor da Bola de Ouro em 1957, foi criado cavaleiro enquanto ainda era jogador. A Premier League inglesa (formada em 1992 por clubes membros da antiga Football League First Division) é a liga de futebol mais assistida do mundo e seus maiores clubes são Manchester United, Liverpool, Arsenal, Chelsea, Tottenham Hotspur e Manchester City. Celtic e Rangers da Escócia também possuem uma vasta rede torcedores a nível mundial. A conquista do título da Premier League de 2016 pelo Leicester City é considerada uma das maiores surpresas esportivas de todos os tempos.